# ライカンスロープ冒険保険
『ライカンスロープ冒険保険』（ライカンスロープぼうけんほけん）は、西義之による日本の漫画作品。『週刊ヤングジャンプ』（集英社）にて、2016年48号から2017年38号まで連載された。その後、となりのヤングジャンプに9月中旬移籍。2017年12月28日に38話が同サイトに掲載された後、長期休載に入った。約1年半後の2019年7月25日に連載を再開、その後2022年08月12日に43話目が公開された。話数カウントは「○件目」。

## 登場人物

### ライカンスロープ冒険保険
社長（シャチョー）
本作の主人公。眼鏡を掛けた温厚な青年。本名はマージャで元魔法使い。かなりの使い手であったため気持ちが昂ると魔法のはみだしが起きる。レオ―ニには最強の魔法使いと評され「勇者殺しのマージャ」と呼ばれる。
3年前、勇者ミカのパーティーに所属していた時、禁魔法「隕石降らし（メテオスウォーム）」修得儀式に失敗しミカを喪う。その際、ミカを身代わりにしたとされ勇者殺しの汚名を背負い各地を放浪、南の果てのギルドに行き着いた。
部長（ブチョー）
本作のヒロイン。スライム化の能力を持つ変わり身師（ライカンスロープ）。肉弾戦を得意とする。
一人称は「ボク」。ベランダにメロンと呼ばれる程豊満な胸をしている。肉まんが好物。

### 冒険者
バル夫
cafeバアルのマスターであるが僧兵。社長救出に協力する。
ハモン
報酬で幼い弟妹を養っているが中々パーティーの正規メンバーになれない僧兵。26歳。ギルドの紹介でダンナーのパーティに参加したが、冒険中に夫婦喧嘩が起こったためパーティー分裂保険の申請をする。
ダンナー
戦士。ヨメールの夫。冒険中にレナが自身のテントを訪れ傷を癒してもらった事を浮気と疑われ夫婦喧嘩が起こる。レナの誘惑をギリギリ拒んでいた。
ヨメール
狩人。ダンナーの妻。夫がレナと浮気しているのではと勘繰る。事実を知って和解するがその後、報酬の使い道で再び喧嘩した事がハモンの口から述べられる。
カメレオンレディ
ギルドの指名手配犯であるクエストブレイカー。容姿を自在に変える事が出来、潜り込んだパーティーを崩壊に追いやる事を楽しんでいる。レナ（魔法戦士）と名乗り、ダンナーのパーティーに紛れ込んでいた。
ロック
聖戦士（パラディン）。熱い性格であるが運や縁起を気にするあまり仲間になる者がいない変人。保険員と3度目の同伴でトレントを退治するが結局はクエストをリタイアする。その後、星の巡りが悪い事を理由に冒険者を暫く休業する。
ベランダ
狩人。植物に対する知識は豊富だが自然を探求するあまり勝手な行動を取りがち。そのため、救出保険の常連。
アテム
道具屋のバイトだったが冒険者となる。アテムの母が妊娠中にモンスターの状態異常攻撃を受けた影響で、昼夜性反転体質という特異体質となった。
エレフ
シーフ。全滅し教会で復活した。
カッチョウ、マホミ
それぞれ戦士、魔法使い。エレフと共に全滅した。
ウルク
戦士。33歳。実戦経験は豊富であったが口調が荒いため嫌われていった。社長の提案で冒険者養成所の教官となる。
ネムリ
剣士。22歳。体力が全く無く少し動くとすぐに寝てしまう。冒険者時代の社長の仲間の一人。
キョウ
狂戦士。死神と呼ばれる。売られた喧嘩は全て買うという荒くれ者であるが実力は非常に高い。谷ドラゴンとの死闘で相打ちとなった。修道院へ自身の冒険保険金50万Gの寄付を依頼していた。
レオーニ
勇者。5歳でトロールを、10歳でレッドドラゴンを退治した最年少の勇者。馬車を所有している。魔王討伐という目的の前には冒険保険は意味は無く、やるとしても弱小冒険者がすべきと断ずるなど傲慢な一面も併せ持つ。
保険員に同伴クエストを依頼するが、実際はギルド議長の命でマージャの捕獲・ギルドへの連行を目的にしていた。
ティナ
レオ―ニの従者。
ミカ
勇者。22歳の頃、洋上での戦闘を契機に8歳年下のマージャを気に入り正規のメンバーに昇格させた。当時人気実力とも筆頭の座にあり魔王打倒に最も近いとされていた。
マージャを可愛がっていたが、彼のメテオスウォーム修得儀式の際、召喚された大精霊の怒りで魂を奪われた。死の間際、マージャに勇者（自分）は操り人形である事・リビエルと梟に気を付ける事を伝えた。
リビエル
エルフの上級狩人。当時185歳。ミカのパーティーで参謀をしていたが、マージャが正規メンバーになるとその座を奪われた形となった。
ミカとは「梟の目」を守るという約定を交わしており、ある夜、約束の確かな履行を迫りミカに拷問をかけていた。その際、魔王を退治されても困るとも述べる。現場を密かに目撃したマージャから恨みを買う。後にギルド長に就任する。

### その他
バル子
「cafeバアル」の従業員。
アマン
修道女。18歳。孤児院で共に育ったキョウの心遣いに涙した。
レディ
騎士見習い。ビーストキラーと呼ばれる高額な剣を持つ。

### モンスター
ガーゴイル
リスク度Bの中級モンスター。尾は50Gの素材となる。
ジャイアントバット
リスク度Dの下級モンスター。頭痛を起こす超音波を発する。牙は10Gの素材となる。
トロール

トレント

ハナアシ
魔の森に生息する。社長の魔法「冒険補佐用 火炎嵐（ファイヤーストーム）」で多数が焼かれた。
オニスズメバチ
リスク度c級モンスター。
ジャイリーナ
リスク度A級の巨人族。独自儀式のため人間を生贄とする。
ズノー
魔王軍参謀。カメレオンレディにギルドの調査を命じていた。その報告から冒険保険に興味を持ち社長の誘拐を指示する。
谷ドラゴン
リスク度S級。人語を解し呪術を操る。キョウと7日間戦い相打ちとなった。
二連スライム
リスク度D級。集団で襲ってくる。
メルトスライム
装備を溶かすスライム。火が弱点。
魔竜

ピーマンタロウ
リスク度C。ボス級になるとリスク度B～A。

## 書誌情報
- 西義之 『ライカンスロープ冒険保険』 集英社〈ヤングジャンプ・コミックス〉、既刊1巻（2017年4月19日現在）
  1. 2017年4月24日第1刷発行（4月19日発売[3]）、ISBN 978-4-08-890629-4